# Gwanggaeto-Stele

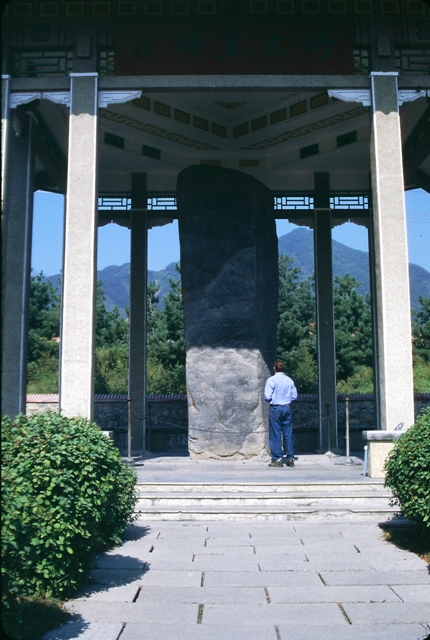
Gwanggaeto-Stele

Die Gwanggaeto-Stele ist ein Gedenkstein an Gwanggaeto (374–413 n. Chr.), der vom Jahr 391 bis zu seinem Tod König von Goguryeo war. Die Stele steht in China nahe der Grenze zu Nordkorea. Die in die Stele geritzte Inschrift ist die älteste und ausführlichste erhaltene Quelle zur Geschichte des Königreichs Goguryeo.

## Lage
Die Stele steht etwa 5 Kilometer nordöstlich des Stadtzentrums der Stadt Ji’an, die zum Verwaltungsgebiet der bezirksfreien Stadt Tonghua gehört und im Süden der Provinz Jilin der Volksrepublik China am Fluss Yalu liegt, der die Grenze zu Nordkorea bildet. Sie steht etwa 200 Meter nordöstlich des Grabmals von König Gwanggaeto, an den sie erinnert.

## Geschichte
Unter König Gwanggaeto (reg. 391–413) und seinem Sohn Jangsu (reg. 413–490) erreichte das Königreich Goguryeo, eines der sogenannten drei Reiche von Korea, seine größte Ausdehnung. Zur Zeit Gwanggaetos waren Guonei Cheng und Wandu Shancheng, beide auf dem Gebiet der heutigen Stadt Ji’an gelegen, Hauptstädte des Reiches. Nach dem Tod Gwanggaetos errichtete Jangsu im Jahr 414 die mit einer Inschrift versehene Stele in der Nähe des Grabmals seines Vaters.

Gwanggaeto-Stele, 1915

Als das Königreich Goguryeo im Jahr 668 und sein Nachfolger Balhae (926) gefallen waren, verlor die Region um Guonei und Wandu an Bedeutung. Nach der Eroberung des Kaiserreichs China durch die Mandschu 1644 erklärten die Kaiser der neuen Qing-Dynastie eine breite Zone nördlich des Flusses Yalu zum Sperrgebiet. Erst in der zweiten Hälfte des 19. Jahrhunderts wurde das Gebiet wieder zur Besiedlung freigegeben. Um 1876 entdeckte ein chinesischer Beamter die völlig überwachsene und teils in die Erde versunkene Stele wieder.
1883 fertigte ein japanischer Offizier, der inkognito in Korea weilte, eine Kopie der Inschrift an und brachte sie nach Japan. Japanische Sinologen untersuchten den Text und veröffentlichten 1889 ihre Ergebnisse. Erste Abklatsche der Steinoberfläche wurden 1887 angefertigt und von chinesischen Wissenschaftlern untersucht. Die ersten Ergebnisse wurden 1895 veröffentlicht. In Korea erfuhr man erst 1889 durch die japanische Veröffentlichung von der Existenz der Stele.
In Korea wurden Replikate der Stele aufgestellt, unter anderem in Seoul und in der Independence Hall of Korea in Cheonan.
2004 wurde die Gwanggaeto-Stele als Bestandteil der Welterbestätte Hauptstädte und Grabmäler des antiken Königreichs Koguryo in das UNESCO-Welterbe aufgenommen. Dabei wurde hervorgehoben, dass „die Stele und eine lange Inschrift in einem der Gräber den Einfluss der chinesischen Kultur auf Koguryo zeigen, das keine eigene Schrift entwickelte.“

## Beschreibung
Die Stele ist aus einem etwa 7 Meter hohen monolithischen Block gebildet. Sie hat einen ungefähr quadratischen Querschnitt und einen Umfang von etwa 4 Metern. Auf allen vier Seiten ist sie fast vollständig mit eingeritzten chinesischen Schriftzeichen in klassischem Chinesisch versehen, insgesamt etwa 1800. Zu ihrem Schutz ist die Stele von einem Pavillon umgeben.

## Inschrift
Der Text der Inschrift kann in drei verschiedene Teile gegliedert werden. Im ersten Teil wird die Legende der Gründung von Goguryeo durch den legendären König Dongmyeong (Chumo) beschrieben, der aus Buyeo stammte, von dort auszog und ein eigenes Königreich gründete. Nachdem dieses Königreich eine Zeit lang floriert hatte, wurde er von einem goldenen Drachen in den Himmel entrückt, und sein Sohn Yuri wurde König. Von ihm wird eine Linie bis König Gwanggaeto gezogen. Der zweite Teil schildert die Taten Gwanggaetos, vor allem seine Kriegszüge. Nach Jahren unterteilt werden verschiedene Eroberungsfeldzüge und Strafexpeditionen gegen Aufständische sowie deren Erfolge aufgeführt. Dabei ging es sehr häufig gegen Baekje. Der dritte Teil bezieht sich auf die Grabpflege und listet Grabhüterfamilien auf.
Zu einem immer noch ungeklärten Disput zwischen koreanischen und japanischen Wissenschaftlern hat eine unklare und teilweise unleserliche Passage im zweiten Teil geführt, nach der im Jahr 391 n. Chr. die „Wa“ über das Meer gekommen seien und Baekje und Silla unterworfen hätten. Abgesehen davon, dass offen bleibt, ob mit den Wa tatsächlich die Japaner gemeint sind, ist auch ungeklärt, ob die Wa oder doch Gwanggaeto selbst Baekje und Silla unterworfen haben soll.

## Bilder

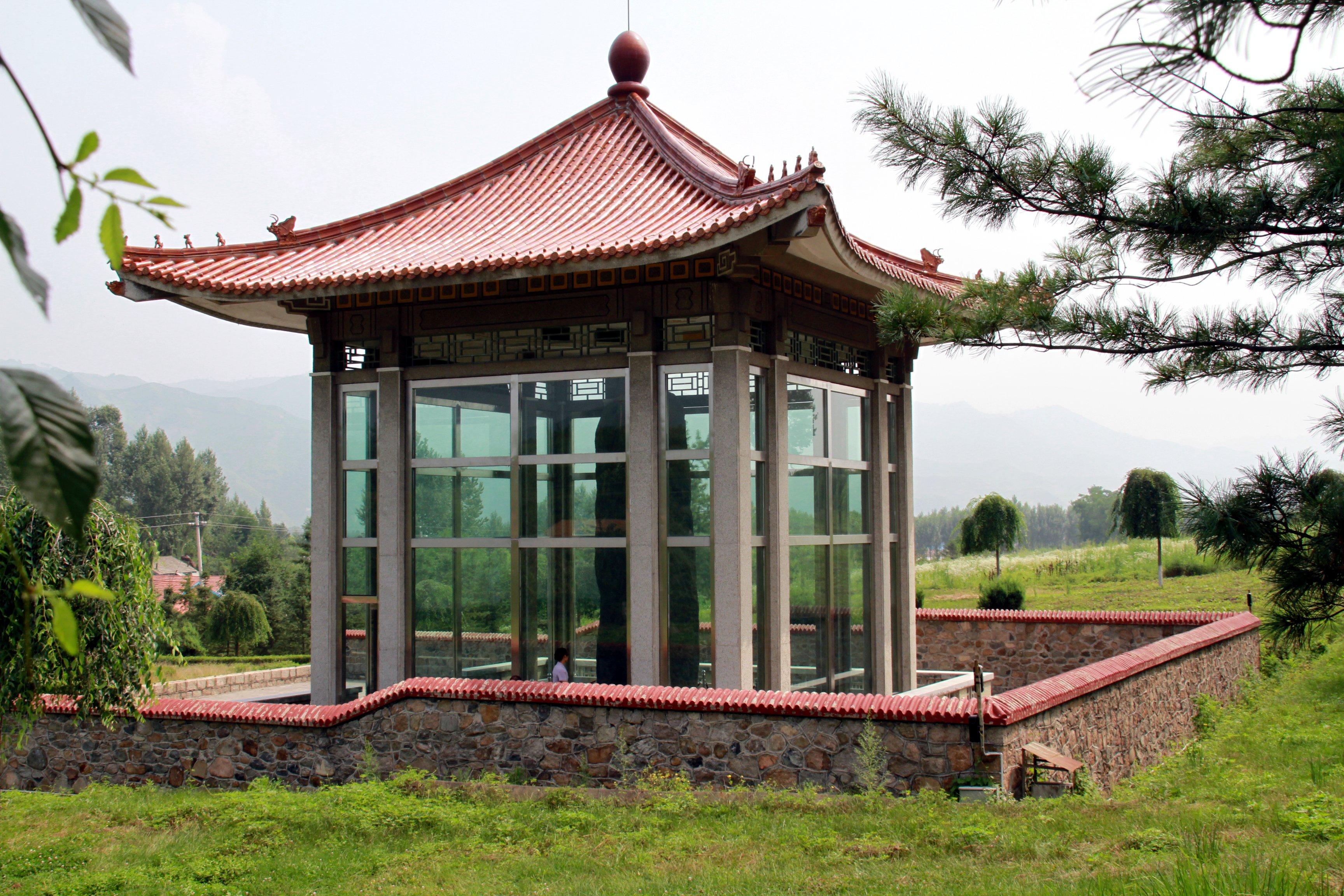
Schutzpavillon der Stele
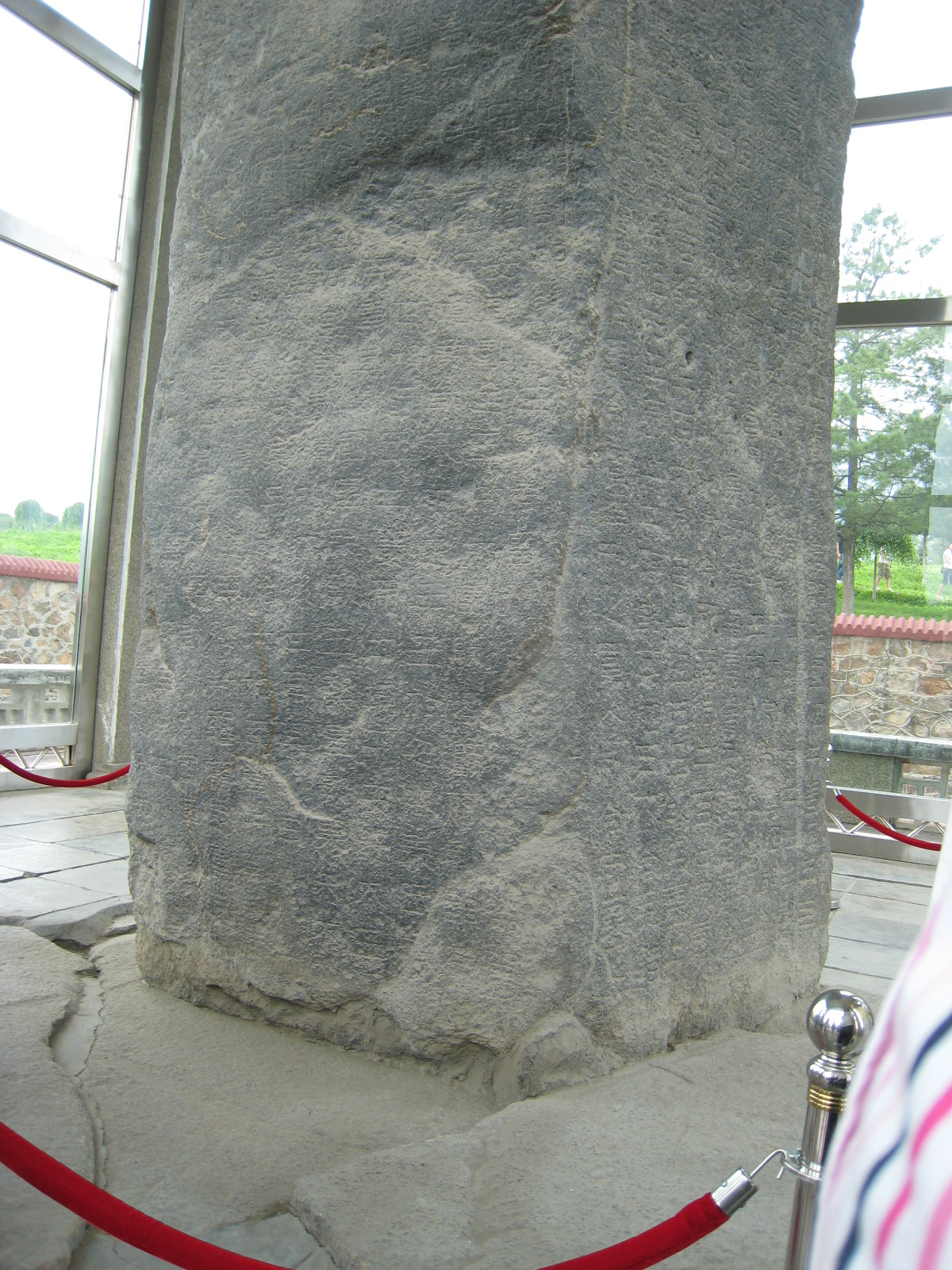
Detail der Stele
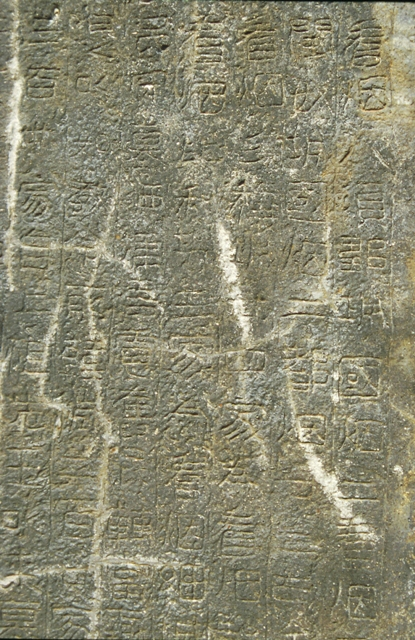
Schriftzeichen
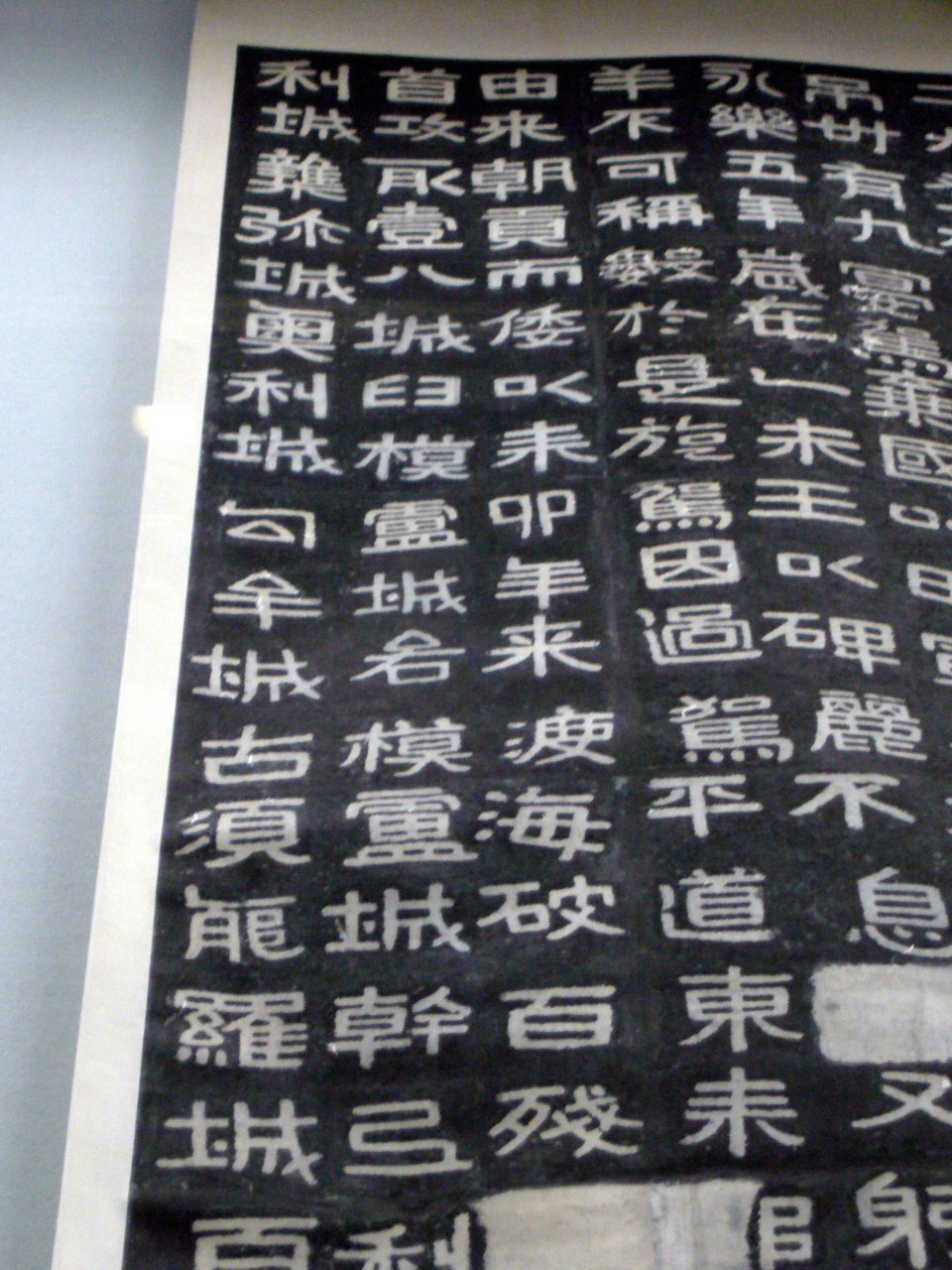
Schriftkopie
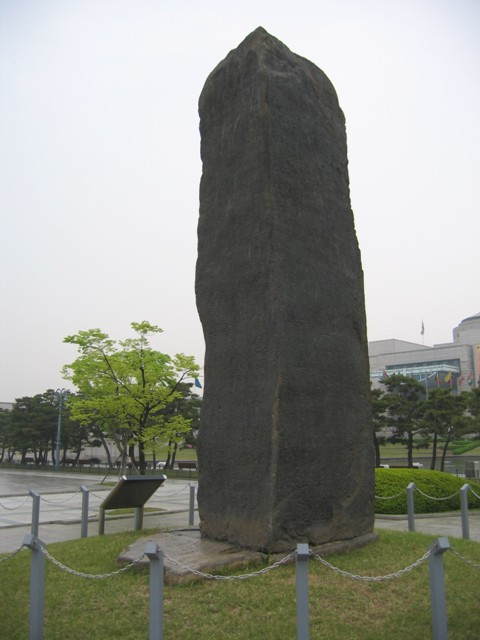
Replik in Seoul